# اچ‌ام‌اس کامبرین (۱۷۹۷)
اچ‌ام‌اس کامبرین (۱۷۹۷) (به انگلیسی: HMS Cambrian (1797)) یک کشتی بود که طول آن ۱۵۴ فوت (۴۶٫۹ متر) بود. این کشتی در سال ۱۷۹۷ ساخته شد.